# Iryna Koljadenko
Iryna Volodymyrivna Koljadenko (in ucraino Ірина Володимирівна Коляденко?; Radomyšl', 28 agosto 1998) è una lottatrice ucraina, specializzata nella lotta libera, vincitrice dell'argento ai Giochi olimpici di Tokyo 2020 e del bronzo a quelli di Parigi 2024 nei 62 kg.

## Biografia

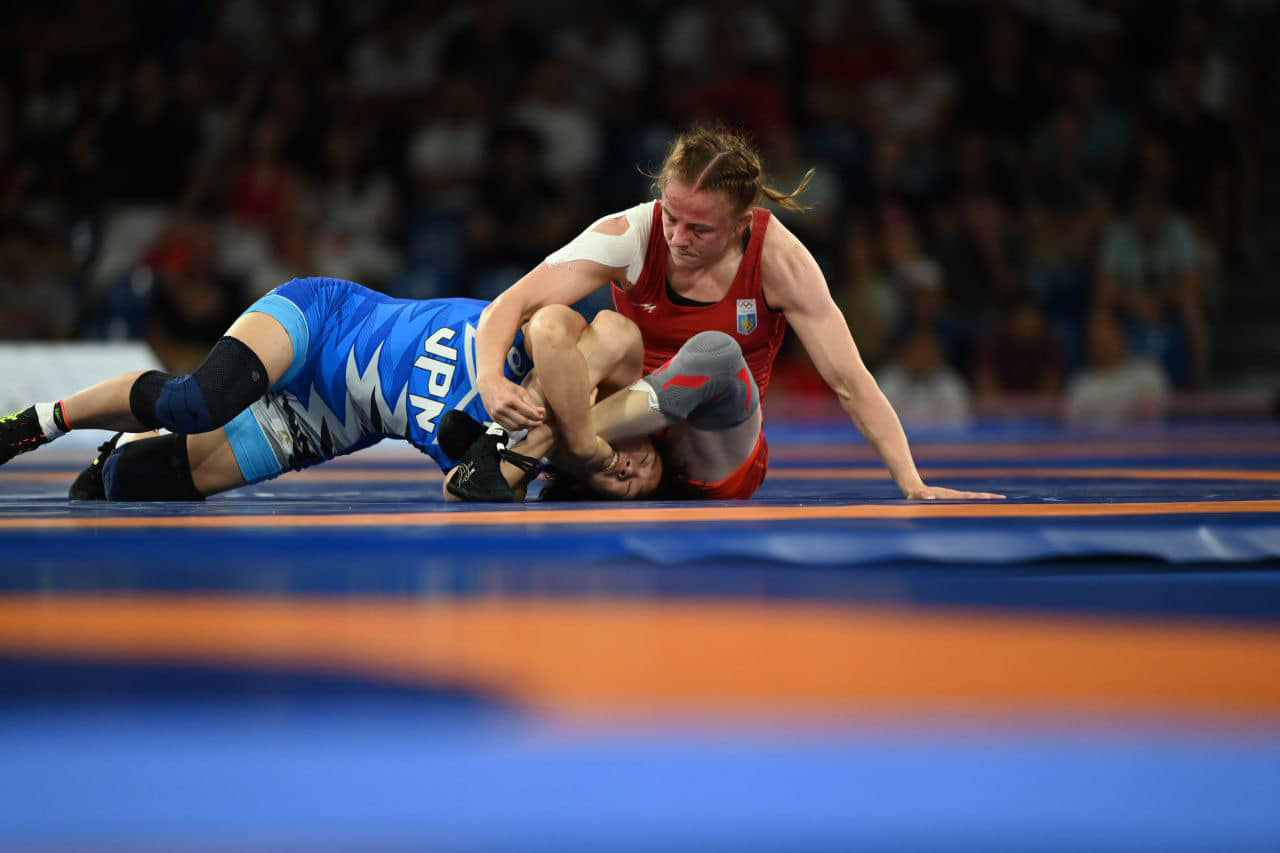
Sakura Motoki e Iryna Koljadenko nella finale olimpica di.

Ai suoi primi campionati mondiali senior di Nur-Sultan 2019, Iryna Koljadenko ha vinto la medaglia d'argento nei 65 kg perdendo in finale contro la russa Inna Tražukova.
Ai Giochi olimpici di Tokyo 2020 ha ottenuto il bronzo nei 62 kg.
Ha fatto la sua seconda apprizione olimpica a Parigi 2024 dove ha vinto l'argento nel torneo dei 62 kg, perdendo la finale contro la giapponese Sakura Motoki.

## Palmarès

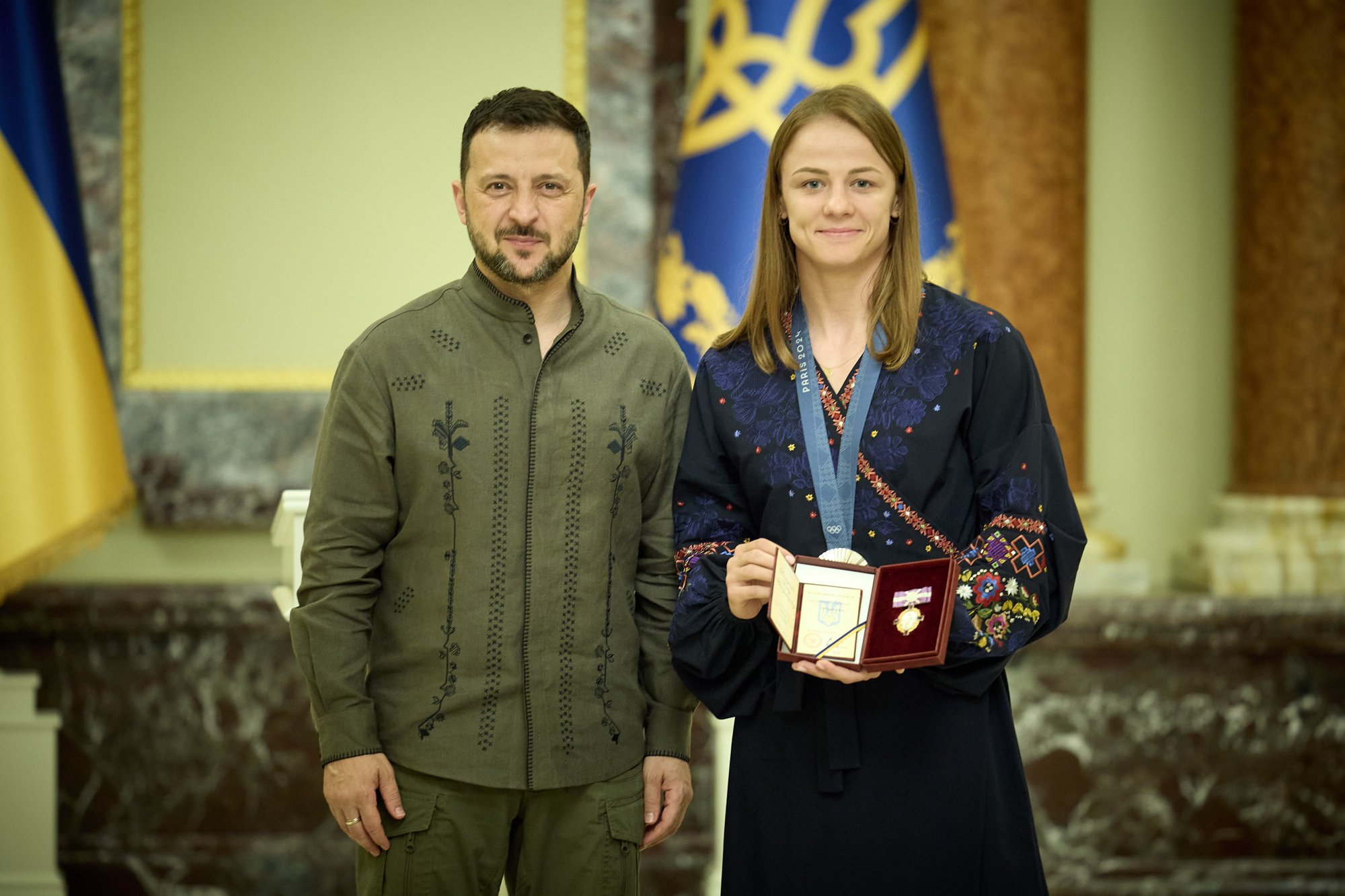
Iryna Koljadenko e Volodymyr Zelens'kyj nel 2024

- Giochi olimpici

Tokyo 2020: bronzo nei 62 kg.
Parigi 2024: argento nei 62 kg.
- Mondiali

Nur-Sultan 2019: argento nei 65 kg.
Belgrado 2023: bronzo nei 62 kg.
- Europei

Roma 2020: bronzo nei 65 kg.
Varsavia 2021: oro nei 62 kg.
Zagabria 2023: oro nei 62 kg.
Bucarest 2024: oro nei 65 kg.
- Mondiali U23

Bucarest 2018: bronzo nei 65 kg.
Budapest 2019: bronzo nei 65 kg.